# 9154 Kol'tsovo
9154 Kol'tsovo è un asteroide della fascia principale. Scoperto nel 1982, presenta un'orbita caratterizzata da un semiasse maggiore pari a 3,0113413 au e da un'eccentricità di 0,1171581, inclinata di 10,24942° rispetto all'eclittica.
L'asteroide è dedicato a Kol'covo località russa sede del centro nazionale di ricerca in virologia e biotecnologie VEKTOR.